# Episodi di The Ranch (prima stagione)
La prima stagione della serie televisiva The Ranch, composta da 20 episodi, è stata distribuita su Netflix in due parti; la prima il 1º aprile 2016, mentre la seconda il 7 ottobre 2016.
| n°      | Titolo originale                             | Pubblicazione  |                |
| Parte 1 | Parte 1                                      | Parte 1        |                |
| ------- | -------------------------------------------- | -------------- | -------------- |
| 1       | Back Where I Come From                       | 1º aprile 2016 | 1º aprile 2016 |
| 2       | Some People Change                           | 1º aprile 2016 | 1º aprile 2016 |
| 3       | The Boys of Fall                             | 1º aprile 2016 | 1º aprile 2016 |
| 4       | Got a Little Crazy                           | 1º aprile 2016 | 1º aprile 2016 |
| 5       | American Kids                                | 1º aprile 2016 | 1º aprile 2016 |
| 6       | Better as a Memory                           | 1º aprile 2016 | 1º aprile 2016 |
| 7       | I Can't Go There                             | 1º aprile 2016 | 1º aprile 2016 |
| 8       | Til It's Gone                                | 1º aprile 2016 | 1º aprile 2016 |
| 9       | There Goes My Life                           | 1º aprile 2016 | 1º aprile 2016 |
| 10      | Down the Road                                | 1º aprile 2016 | 1º aprile 2016 |
| Parte 2 |                                              |                |                |
| 11      | Gone as a Girl Can Get                       | 7 ottobre 2016 | 7 ottobre 2016 |
| 12      | Living and Living Well                       | 7 ottobre 2016 | 7 ottobre 2016 |
| 13      | Sittin' on the Fence                         | 7 ottobre 2016 | 7 ottobre 2016 |
| 14      | Let's Fall to Pieces Together                | 7 ottobre 2016 | 7 ottobre 2016 |
| 15      | I Know She Still Loves Me                    | 7 ottobre 2016 | 7 ottobre 2016 |
| 16      | Easy Come, Easy Go                           | 7 ottobre 2016 | 7 ottobre 2016 |
| 17      | I've Come to Expect It from You              | 7 ottobre 2016 | 7 ottobre 2016 |
| 18      | The Cowboy Rides Away                        | 7 ottobre 2016 | 7 ottobre 2016 |
| 19      | Leavin's Been Comin' (For a Long, Long Time) | 7 ottobre 2016 | 7 ottobre 2016 |
| 20      | Merry Christmas (Wherever You Are)           | 7 ottobre 2016 | 7 ottobre 2016 |